# Stintino
Stintino là một đô thị ven biển ở tỉnh Sassari trong vùng Sardinia, có khoảng cách khoảng 200 km về phía tây bắc của Cagliari và cách khoảng 35 km về phía tây bắc của Sassari. Tại thời điểm ngày 31 tháng 12 năm 2004, đô thị này có dân số 1.194 người và diện tích là 58,4 km².
Stintino giáp các đô thị: Sassari.